# Николай Поляков
Николай Стефанов Поляков е български режисьор.

## Биография
Николай Поляков е роден на 8 август 1941 г. в Сливен. В Семейството на свещеник, емигрирал в България след Гражданската война в Русия (1918 – 1922). Завършва Пълно средно смесено училище „Христо Кърпачев“ в Ловеч (1959) и със специалност режисура във Висшия институт за театрално изкуство, София (1966).
Работи като режисьор в Добричкия (1967 – 1969), Пазарджишкия (1969 – 1978), Младежкия, Сатиричния театър (1978 – 1992) и Театър „София“. Гост-режисьор на театрите във Варна, Сливен, Габрово, Пловдив, Бургас, Враца, Ловеч. Режисьор-постановчик на 100 театрални спектакъла, от които 14 в Ловеч. Юбилейният стотен спектакъл – „Сън в лятна нощ“ (Уилям Шекспир) – е поставен във Врачанския театър. Негови постановки са играни в Сърбия, Полша, Русия. Поставя на театралната сцена класически пиеси. През последните години се ориентира и към съвременни пиеси с определена провокативност към зрителя. Записът на неговите постановки „Ловчанския владика“ и „Гълъбът“ е в Националния видео фонд за сценично изкуство. Асистент на проф. Крикор Азарян в НАТФИЗ „Кръстьо Сарафов“.
Заместник-министър в Министерството на културата (1992 – 1993; 1997 – 1999) в правителствата на Филип Димитров и Иван Костов. По време на втория си мандат като заместник-министър провежда спорна театрална реформа, заради неуспеха на която е освободен от длъжност.

## Постановки
- „Ловчанския владика“
- „Сън в лятна нощ“
- „Как се научих да кормувам“
- „Мръсни ръце“
- „Шоколадовия войник“
- „Стела“
- „Гълъбът“
- „Вуйчо Ваня“
- „Чайка“
- „Стари времена“
- „Крал Джон“
- „Упражнения за пет пръста“
- „Флабио Бриаторе е в криза“
- „Протокол от едно заседание“
- „Сексуалните неврози на нашите родители“
- „Дидро в Петербург“
- „Игра на котки“
- „Новото пристанище“
- „Живот и здраве“
- „Всичко за продан“
- „Плейбоя от джандема“
- „Кремъл, ела при мен“
- „Валонска нощ“
- „666“
- „Погрешен адрес“
- „Бяг“
- „Важното е да си желана“
- „Любовни булеварди“
- „Балкански шпионин“
- „Стари времена“
- „Последна жертва“
- „Максималистът“
- „Любовни хватки“
- Underground
- „Анна Каренина“
- „Олд Сейбрук и Последният страстен любовник“
- „Тирамису“

## Награди за режисура
Награда на Националния фестивал на малките театри за постановки на пиесите:
- „Мръсни ръце“ (1994)
- „Шоколадовия войник“ (1996)
- „Стела“ (2000)
- „Гълъбът“ (2001)
- „Вуйчо Ваня“ (2002)
- „Дидро в Петербург“ (2004)